# Being Not Like You
Being Not Like You to pierwszy singiel zespołu Bloom 06 promujący płytę Crash Test 02 w krajach Europy Zachodniej. Włoskojęzyczna wersja tego utworu ("Un'Altra Come Te") była z kolei pierwszym singlem promującym płytę we Włoszech. Na singlu oprócz remiksu piosenki oraz włoskojęzycznej, oryginalnej wersji znalazła się także nowa aranżacja megahitu formacji Eiffel 65 (do której należeli wcześniej Jeffrey Jey i Maurizio Lobina) pod tytułem Blue (Da Ba Dee), nagrana w 10. rocznicę powstania utworu.

## Lista utworów
1. Being Not Like You [Album Version] 3:50
2. Being Not Like You [Elektro Pop Remix] 4:38
3. Blue (Da Ba Dee) [Bloom 06 2008 Extended Concept] 7:44
4. Un'Altra Come Te 3:50